# Honda Accord 1. Generation
Der Honda Accord ist ein Mittelklasse PKW des japanischen Automobilherstellers Honda. Die erste Generation erschien Mitte 1976 auf dem deutschen Markt und wurde bis Herbst 1981 vertrieben.
Der Accord war Hondas zweiter Versuch (nach dem 1300 von 1969), in der Mittelklasse Fuß zu fassen. 

## Limousine
Um den Erfolg des Accord zu sichern, ergänzte Honda ab Ende 1977 diese neue Modellreihe der Mittelklasse um eine viertürige Stufenheck-Limousine. Bei gleichem Radstand wie beim Schwestermodell, dem Hatchback, war sie 22 cm länger.
Ursprünglich wurde der Accord mit einem 1,6-l-Motor ausgestattet. In Japan und den USA waren dies wegen der dortigen restriktiven Abgasgesetzgebung ausschließlich CVCC-Motoren, während in der übrigen Welt auf diese Technik verzichtet wurde. Ab 1978 vergrößerte Honda den Hubraum in Japan und ab 1979 auch in Nordamerika auf 1,8 l. Ab Anfang 1979 wurde außerhalb von Japan ebenfalls leicht vergrößerte 1,6-l-Motoren verwendet.

Der Accord konnte von Anfang an wahlweise mit einem manuellen 5-Gang-Getriebe oder einer zweistufigen Hondamatic ausgestattet werden. 1979 erhielt die Hondamatic eine dritte Stufe. 

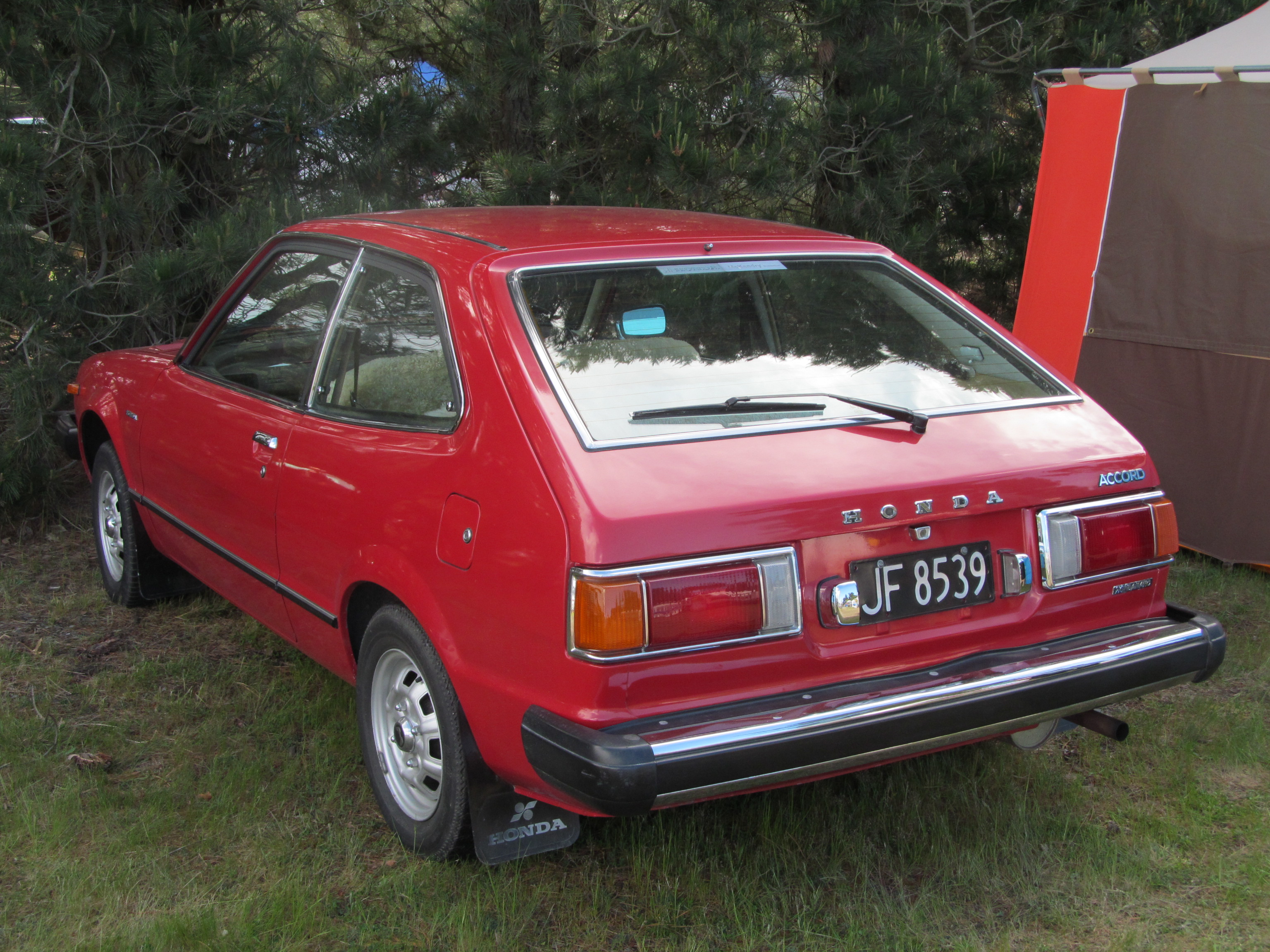
Heckansicht
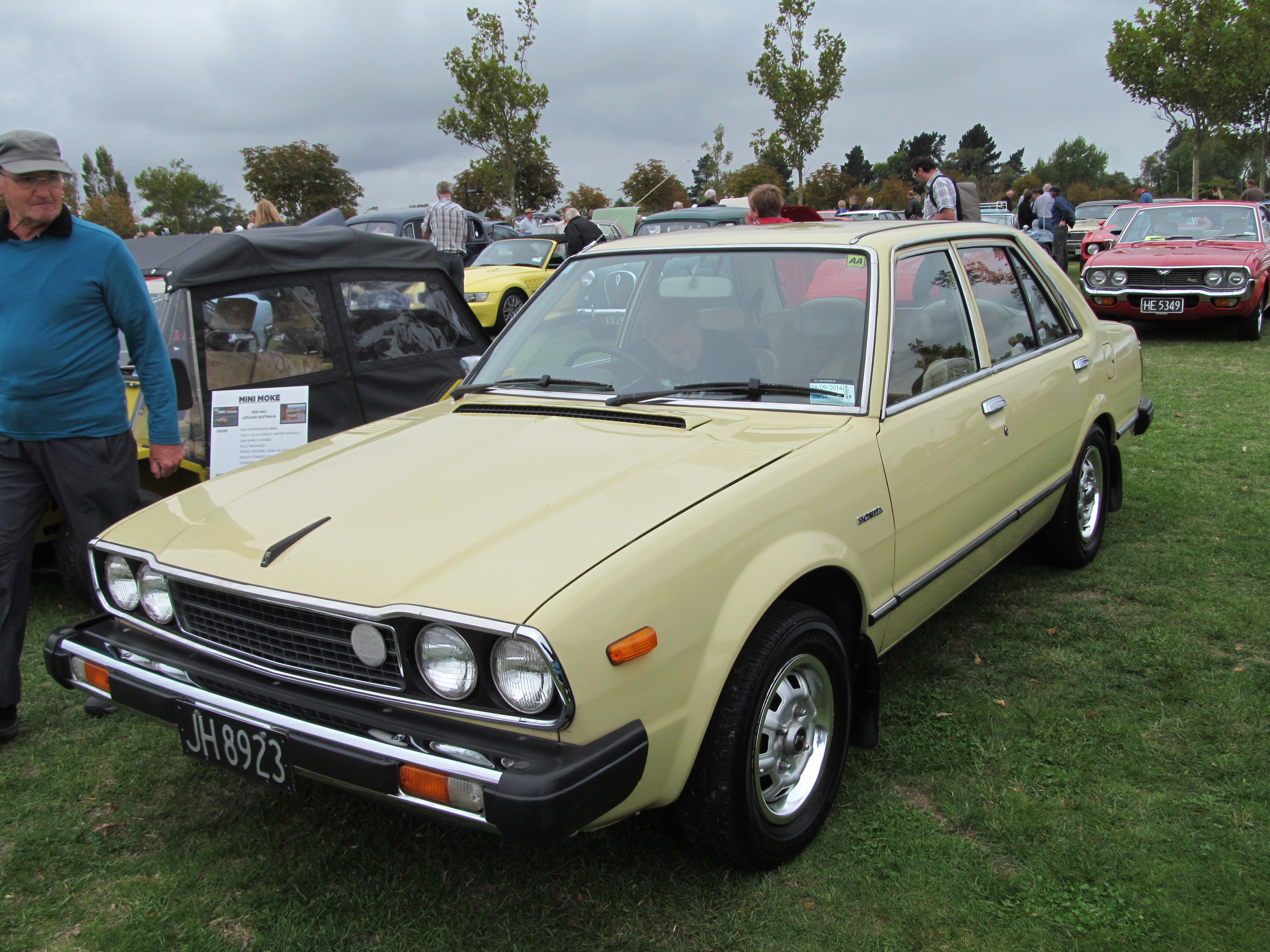
Honda Accord Limousine (1977–1981)
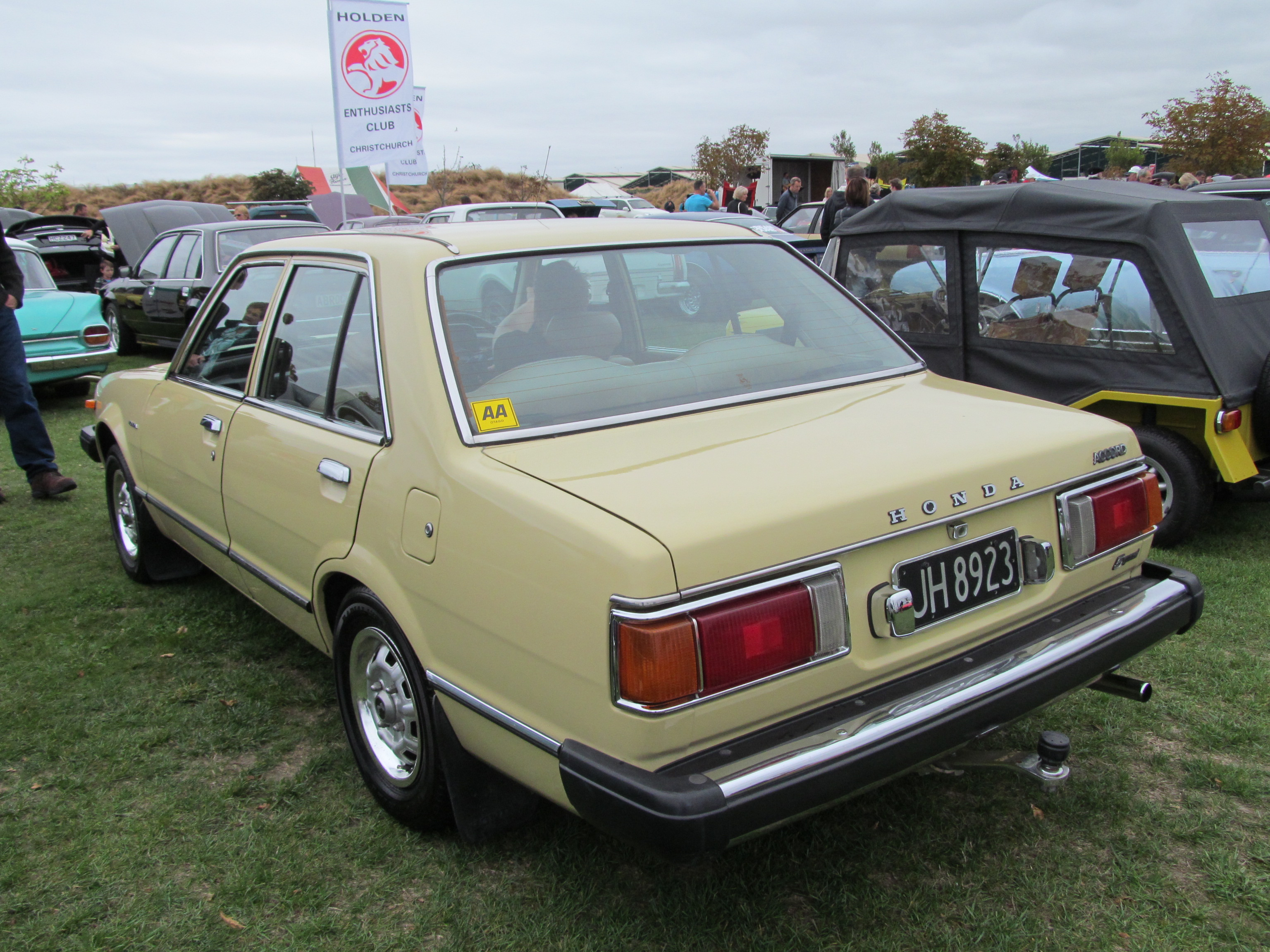
Heckansicht

## Modelle
| Baujahr   | Modellcode | Variante  | Hubraum  | Leistung kW (PS) | Verkaufsland       | Bemerkung(en)   |
| --------- | ---------- | --------- | -------- | ---------------- | ------------------ | --------------- |
| 1976–1981 | SJ         | Hatchback | 1588 cm3 | 59 (80)          | Europa, Japan, USA | EG, ab 1979: EL |
| 1976–1981 | SJ         | Limousine | 1588 cm3 | 59 (80)          | Europa, USA        | EG, ab 1979: EL |
| 1976–1981 | SM         | Hatchback | 1750 cm3 | 60–70 (82–95)    | Japan, USA         | EK              |
| 1976–1981 | SM         | Limousine | 1750 cm3 | 60–70 (82–95)    | Japan, USA         | EK              |
| 1976–1981 | SV         | Hatchback | 1602 cm3 | 66 (90)          | Japan              | EP              |
| 1976–1981 | SV         | Limousine | 1602 cm3 | 66 (90)          | Japan              | EP              |